# Carl Zurburg

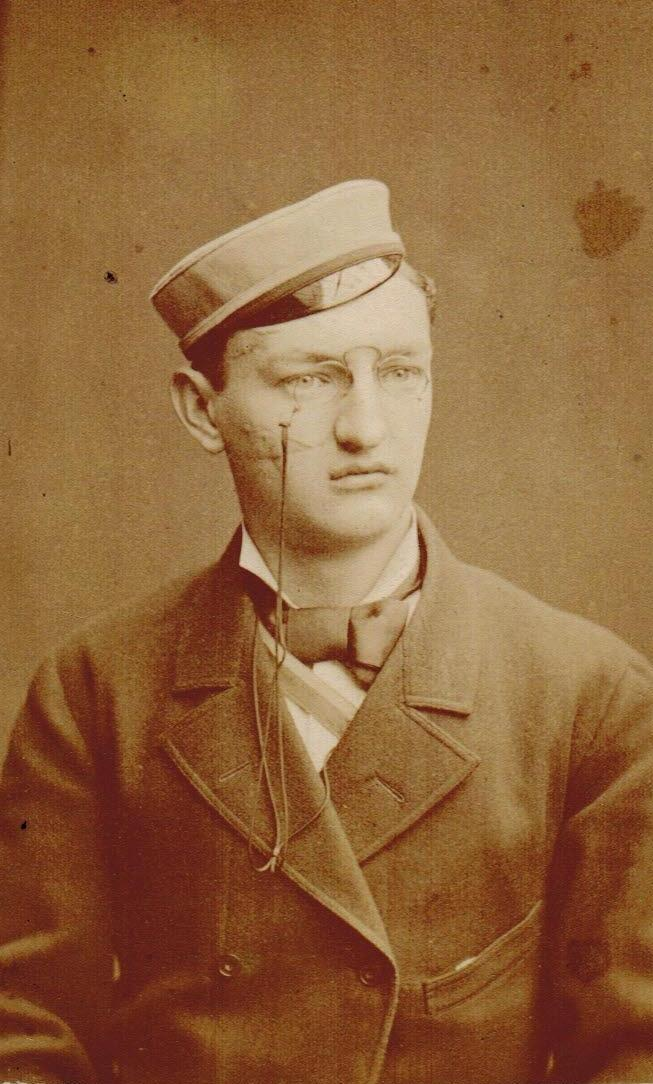
Zurburg als Schotte

Carl A. Zurburg, später Zurburg-Geisser (* 19. Januar 1859 in Bad Ragaz; † 12. November 1928 in Altstätten, heimatberechtigt in Balgach) war ein Schweizer Advokat und Politiker.

## Biografie
Der Sohn eines Apothekers studierte in Tübingen, Zürich und Basel Rechtswissenschaften. In Tübingen renoncierte er im Wintersemester 1878/1879 bei der Studentenverbindung Landsmannschaft Schottland. 1885 ließ sich Zurburg in Altstätten als Rechtsanwalt nieder. Ab 1902 war er Mitglied und von 1909 bis 1925 Präsident des Kassationsgerichts. Ferner war er von 1911 bis 1928 Verwaltungsrat der Altstätten-Gais-Bahn.
Zurburg gehörte von 1891 bis 1915 dem St. Galler Kantonsrat als katholisch-konservativer Abgeordneter an. Nach den Parlamentswahlen 1905 gehörte er bis 1925 dem Nationalrat an. Carl Zurburg setzte sich unter anderem für das Bundesgesetz über Jagd und Vogelschutz, den eidgenössischen Fähigkeitsausweis für Anwälte und Anliegen des Rheintals ein. 1919/1920 befürwortete er den Anschluss Vorarlbergs an die Schweiz.